# Reimerswaal
Reimerswaal (anhörenⓘ) ist eine Gemeinde in der niederländischen Provinz Zeeland.

## Geographie
Das Gebiet von Reimerswaal stellt eine Landzunge dar, die die Halbinsel Zuid-Beveland mit den festländischen Niederlanden verbindet; im Norden ist die Oosterschelde, im Süden die Westerschelde. Die Gemeinde umfasst eine Fläche von 242,42 km² (davon 140,66 km² Wasserfläche), sie hat 23.334 Einwohner (Stand 1. Januar 2025). Das seeländische Reimerswaal grenzt auch an eine Gemeinde von Nordbrabant, nämlich Woensdrecht.

## Geschichte
Reimerswaal hatte bereits im Mittelalter Bedeutung als Handelsort. Dies ergab sich durch die günstige Lage an der Handelsroute nach Antwerpen, außerdem war Reimerswaal Ausgangspunkt für Schiffe nach England, Frankreich und zu den Ostseehäfen. Die Stadtrechte besaß der Ort seit 1374.

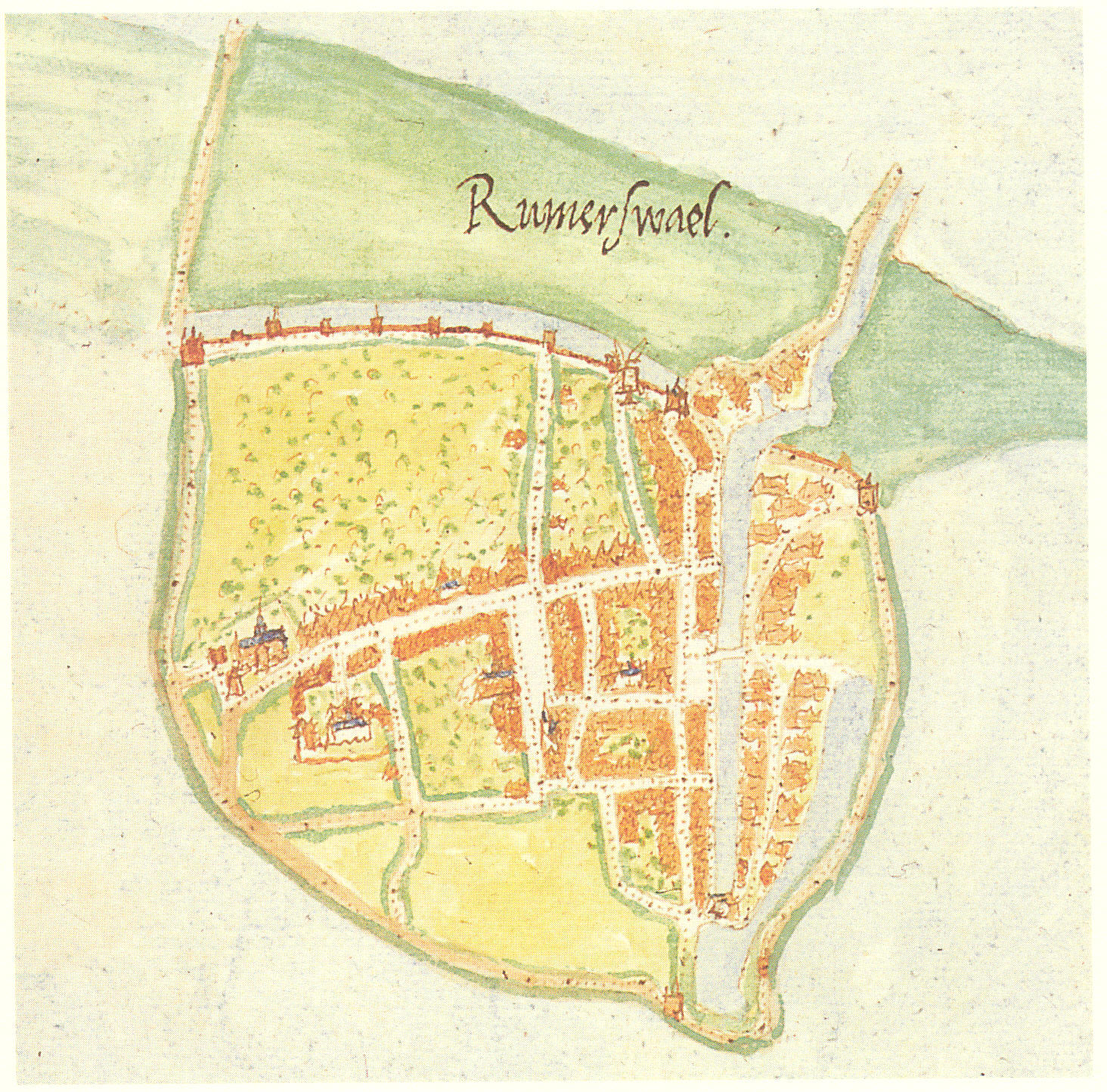
Reimerswaal auf einer Karte von Jacob van Deventer, 1560

In den Jahren 1530 bis 1570 wurden der Ort und seine Umgebung durch wiederholte Sturmfluten beträchtlich in Mitleidenschaft gezogen. Die meisten umliegenden Dörfer rund um die Stadt Reimerswaal gingen oft schon bei der Sankt-Felix-Flut 1530 und der Allerheiligenflut 1532 unter. Reimerswaal lag nun direkt am Meer. 1632 musste das „alte“ Reimerswaal endgültig aufgegeben werden. Das Verdronken Land van Reimerswaal ist heute als untergegangenes Gebiet in der Oosterschelde zu orten.
Die Neugründung von Reimerswaal begann erst über 300 Jahre später, 1961, südlich der früheren Stadt. Die heutige Gemeinde Reimerswaal entstand in den 1970er Jahren durch Zusammenlegung der Ortschaften Yerseke, Vlake, Hansweert, Kruiningen, Waarde, Oostdijk, Krabbendijke, Stationsbuurt, Rilland und Bath. Hauptort und Verwaltungssitz von Reimerswaal ist Kruiningen.

## Wirtschaft und Verkehr
Bedeutung als Wirtschaftszweig besitzt der Schiffbau in einer Werft im Ortsteil Hansweert.
Die Bahnstrecke Roosendaal–Vlissingen verläuft durch die Gemeinde. Auf dem Weg nach Vlissingen gibt es hier drei Bahnhöfe:
- Bahnhof Rilland-Bath
- Bahnhof Krabbendijke
- Bahnhof Kruiningen-Yerseke

## Politik

### Sitzverteilung im Gemeinderat
Der Gemeinderat von Reimerswaal wird seit 1982 wie folgt gebildet:
| Partei                        | Sitze | Sitze | Sitze | Sitze | Sitze | Sitze | Sitze | Sitze | Sitze | Sitze | Sitze |
| Partei                        | 1982  | 1986  | 1990  | 1994  | 1998  | 2002  | 2006  | 2010  | 2014  | 2018  | 2022  |
| ----------------------------- | ----- | ----- | ----- | ----- | ----- | ----- | ----- | ----- | ----- | ----- | ----- |
| SGP                           | 5     | 5     | 5     | 6     | 6     | 7     | 7     | 7     | 7     | 7     | 8     |
| Leefbaar Reimerswaal          | –     | –     | –     | –     | –     | 2     | 3     | 3     | 3     | 3     | 4     |
| ChristenUnie                  | –     | –     | –     | –     | –     | 2     | 1     | 2     | 2     | 3     | 2     |
| PvdA                          | 4     | 4     | 3     | 3     | 3     | 2     | 4     | 2     | 2     | 2     | 2     |
| VVD                           | 3     | 2     | 2     | 2     | 2     | 1     | 1     | 2     | 2     | 2     | 2     |
| CDA                           | 5     | 4     | 4     | 4     | 2     | 3     | 3     | 3     | 3     | 2     | 1     |
| Bewoners Belangen Reimerswaal | –     | 2     | 3     | 4     | 5     | 2     | –     | –     | –     | –     | –     |
| RPF                           | –     | –     | –     | –     | 1     | –     | –     | –     | –     | –     | –     |
| D66                           | 0     | –     | –     | –     | –     | –     | –     | –     | –     | –     | –     |
| Gesamt                        | 17    | 17    | 17    | 19    | 19    | 19    | 19    | 19    | 19    | 19    | 19    |

### Politische Gliederung
Die Gemeinde wird in folgende Ortsteile aufgeteilt:
| Nr. | Ort          | Einwohner |
| --- | ------------ | --------- |
| 00  | Yerseke      | 7.140     |
| 01  | Kruiningen   | 4.900     |
| 02  | Krabbendijke | 4.510     |
| 03  | Waarde       | 1.435     |
| 04  | Rilland-Bath | 2.990     |
| 05  | Hansweert    | 1.740     |
| 06  | Oostdijk     | 620       |
|     | Gemeinde     | 23.335    |

1. ↑  Bezirksnummer
2. ↑  (Stand: 1. Januar 2024)